# Sindrome di Jacobsen
La sindrome di Jacobsen conosciuta anche come delezione 11q, è una rara malattia congenita dovuta a una delezione nella regione terminale del cromosoma 11, regione che include la banda 11q24.

## Epidemiologia
La sindrome è stata identificata e descritta per la prima volta dal medico danese Petra Jacobsen nel 1973 e si pensa che abbia un'incidenza di un malato ogni 100 000 nati.

## Presentazione clinica
Può causare  ritardo mentale, ritardo nella crescita fisica pre e post natale, ritardo psicomotorio, deformismo faccio caratteristico con particolari  lineamenti del volto , malformazioni del cuore, disfunzioni del rene, disfunzioni del tratto gastrointestinale, disfunzioni del SNC, malformazioni dello scheletro (in particolare di piedi, gambe, mani, colonna vertebrale), deficit uditivi e oculari, disfunzioni ematologiche (tra le quali scarsa produzione di piastrine).